# Benactizina
La benactizina è un composto chimico di formula chimica {\displaystyle {\ce {C20H25NO3}}} che in condizioni standard si presenta in forma cristallina.

## Storia
La molecola fu sintetizzata nel 1936 dai Ciba Laboratories.

## Caratteristiche strutturali e fisiche
Il composto è un diarilmetano. La molecola assomiglia all'atropina.
| Caratteristiche strutturali          | Caratteristiche strutturali |
| ------------------------------------ | --------------------------- |
| N. di atomi pesanti                  | 24                          |
| N. di donatori di legami a idrogeno  | 1                           |
| N. di accettori di legami a idrogeno | 4                           |
| N. di legami ruotabili               | 9                           |
| Caratteristiche fisiche              |                             |
| Massa monoisotopica                  | 327,18344366 u              |
| Superficie polare                    | 49,8 Å²                     |

## Reattività e caratteristiche chimiche

### Spettri analitici
- GC-MS[8]
- MS-MS[9]
- LC-MS[10]

| Standard apolare | 2249, 2235, 2230, 2248, 2244.4, 2251.7, 2235, 2250, 2285 |

## Farmacologia e tossicologia

### Farmacocinetica
L'attività sul SNC inizia ad esplicarsi nel giro di 20 minuti dopo la somministrazione per via orale. La durata d'azione veniva definita genericamente breve. Il fegato e i reni metabolizzano rapidamente questo composto tramite idrolisi. L'emivita del composto è stata stimata pari a 80 minuti.

### Farmacodinamica
Si tratta di un antagonista muscarinico ad azione centrale. Ha effetti anticolinergici sia centrali che periferici. La sua azione anticolinergica periferica è un decimo di quella dell'atropina. Potrebbe essere utile come antidoto in caso di avvelenamento da organofosfati.

### Effetti del composto e usi clinici
La benactizina è un farmaco anticolinergico usato come antidepressivo nel trattamento della depressione e dell’ansia associata. Attualmente non è più ampiamente utilizzata in ambito medico, sebbene rimanga un farmaco utile per la ricerca scientifica. Non possiede proprietà antistaminiche.

### Controindicazioni ed effetti collaterali
Gli effetti indesiderati erano considerati rari ai dosaggi consigliati (fino a 4 mg/die) e comprendevano: vertigini, confusione mentale, secchezza della bocca, disturbi della vista, palpitazioni. La molecola era controindicata in caso di glaucoma, depressione franca, isteria, paranoia o ossessioni fobiche.